# Oddskvot
Oddskvot (OR) används inom statistiken för att kvantifiera hur en variabel (t.ex. arbetsmiljöexponering- tunga lyft) som man är intresserad av förhåller sig till en annan variabel (t.ex. sjukdom- hjärt-kärlsjukdom) i en given population. Förkortningen OR används ofta för den engelska termen odds ratio. Kvoten mellan två kvoter (ett annat ord för kvot är odds). Ett odds kan variera från 0 till oändligheten. Oddskvoter kan slås samman och analyseras i en metaanalys.

## Oddskvot och relativ risk
Hur förhåller sig oddskvoten (OR) till relativ risk (RR) från samma observationer? Om OR är 1 är RR också 1. I alla andra fall medför den matematiska skillnaden mellan odds och risk att OR och RR skiljer sig åt. Vid alla OR som är mindre än 1 är motsvarande RR-tal högre. När OR är över 1 är motsvarande RR lägre. I samtliga fall visar OR-talet därför en större differens mellan grupperna än RR. Man kan inte direktomvandla ett OR-tal till motsvarande RR-tal (eller omvänt), eftersom relationen mellan OR och RR påverkas av risktalens nivå, omräkningsprocedurer för risk, odds och kvoter finns. Riskkvoter är lättare att uppfatta intuitivt än oddskvoter. Om en behandlingsprövning ger RR 0,80 var risken i den behandlade gruppen 80 procent av risken i kontrollgruppen.